# Back to Budokan
Albums de Mr. Big
In Japan
(2002) What If...
(2011)
Back to Budokan est le huitième album live du groupe de hard rock Mr. Big. Il fut enregistré à Tokyo le 20 juin 2009. Il est disponible en CD et en DVD.

## Liste des titres

### Disque 1
1. Daddy, Brother, Lover, Little Boy (The Electric Drill Song) - 4:48
2. Take Cover - 4:46
3. Green-Tinted Sixties Mind - 3:53
4. Alive and Kickin' - 5:39
5. Next Time Around - 4:31
6. Hold Your Head Up - 5:37
7. Just Take My Heart - 4:46
8. Temperamental - 5:56
9. It's For You ~ Mars - 3:43 (reprise de Cilla Black et de Gustav Holst)
10. Pat Torpey Drum Solo - 5:04
11. Price You Gotta Pay - 5:28
12. Stay Together - 3:39
13. Wild World - 4:18 (reprise de Cat Stevens)
14. Goin' Where The Wind Blows - 5:14
15. Take A Walk - 4:29

### Disque 2
1. Paul Gilbert Guitar Solo - 3:46
2. Paul Gilbert and Billy Sheehan Duo - 3:09
3. Double Human Capo - 1:08
4. The Whole World's Gonna Know - 4:02
5. Promise Her The Moon - 4:16
6. Rock & Roll Over - 4:13
7. Billy Sheehan Bass Solo - 6:04
8. Addicted To That Rush - 9:04
9. Introducing The Band - 2:00
10. To Be with You - 3:58
11. Colorado Bulldog - 4:49
12. Smoke on the Water - 6:32 (reprise de Deep Purple)
13. I Love You Japan - 1:55
14. Baba O'Riley - 6:05 (reprise de The Who)
15. Shyboy - 5:12
16. Next Time Around [Version Studio] - 3:38*
17. Hold Your Head Up [Version Studio] - 4:36*
18. To Be with You [Version Acoustique] - 3:50*

* Ne sont pas dans le DVD.

## Membres et production
- Eric Martin – Chant
- Paul Gilbert – Guitare
- Billy Sheehan – Basse
- Pat Torpey – Batterie